# ヘロンの噴水

ヘロンの噴水。中央のフラスコの水が噴水を経由して下のフラスコにすべて移動すると噴水は止まる。

ヘロンの噴水（ヘロンのふんすい、Heron's fountain）は、1世紀ごろの発明家、数学者、物理学者として知られているアレクサンドリアのヘロンが発明した水力装置。
ヘロンは気圧や蒸気を研究し、世界初の蒸気機関（アイオロスの球）などを記録に残している。ヘロンの噴水も同様な玩具であり、水を噴き出させる。ヘロンの噴水を様々に変形させたものが、物理学の授業で水圧や空気圧の原理を示す実演に使われている。

## 作り方
ヘロンの噴水の作り方は以下の通り。
- 蓋のない水鉢（洗面器など）を用意する。その底に穴を開けてパイプを通し、密封された空気供給用の箱につなぐ。上の図ではフラスコを使っているが、水と空気を漏らさないものなら缶やビニール袋など、何でもよい。空気供給用の箱は水鉢よりずっと下に置かなければならない。
- もう1つのパイプをその箱の上部から噴水本体の箱の上部まで気密性を確保しつつ繋げる。噴水本体の箱は空気供給用の箱より高い位置にする。
- 3本目のパイプを噴水本体の箱に取り付ける。これが噴水のノズルとなる。水を吸い出せるよう、箱の底近くまで届かせる。こちらの箱にはなるべく多くの水を入れておく。
- 水鉢に水を満たす。
- 水鉢の中の水は重力で空気供給用の箱に落ちていく。その箱に水が溜まると空気が押し出される。
- 押し出された空気がパイプを通って噴水本体の箱に流れ込み、水を押し出すため、水鉢の水位よりも高いところまで水が噴き出す。

## 動作原理

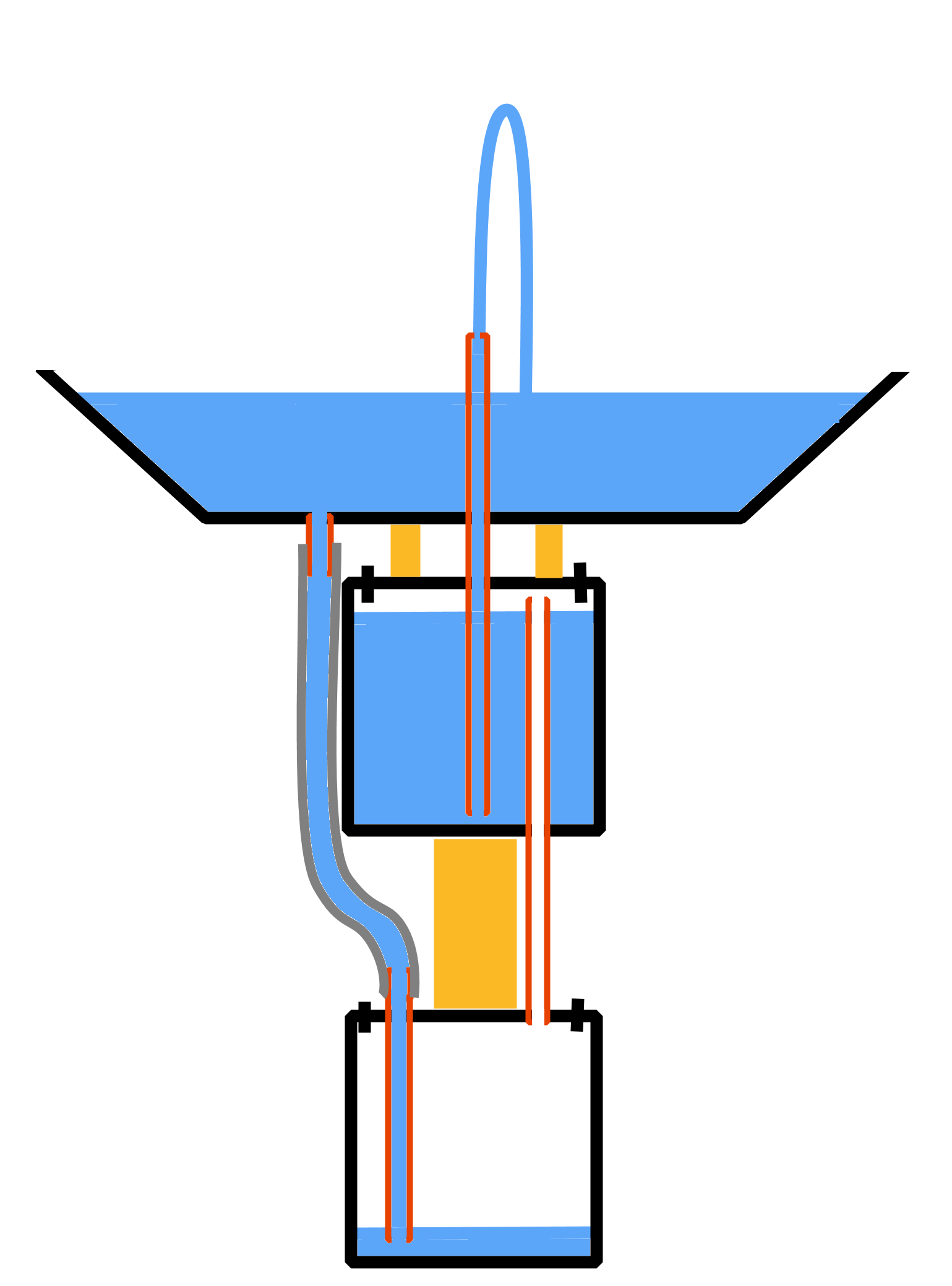
ヘロンの噴水

一見すると永久機関のように思えるが、そうではない。噴水の吹き出し口が細ければ数分間噴き出し続けるが、最終的には必ず噴水が止まる。噴水は、それぞれの水が溜まっている箇所の水位よりも高く噴き出すが、全体として水は低い方へ流れ、溜まっていく。
水鉢から下に落ちる水の位置エネルギーが下の箱から上の箱に伸びるパイプの空気圧（この部分では空気しか上に移動しない）に変換され、上の箱の水を水鉢の水位以上に押し上げる。
噴水の高さは、水鉢から下の箱までの高低差とほぼ同じになる。最大限に効果を上げるには、上の箱を水鉢のすぐ下に配置し、下の箱はなるべく下に離すのがよい。
上の箱の水位が低くなって、噴水用パイプに水が入らなくなると、噴水が止まっていく。
再び噴水を噴き出させるには、下の箱の水を捨て、上の箱と水鉢を水で満たす必要がある。こうして水を高い位置に戻すことで位置エネルギーを与えたことになる。

## コンストホンテイン
江戸時代にコンストホンテイン(自動噴水式卓上洗盃器)として作られた。